# Subsalicylát bizmutitý
Subsalicylát bizmutitý, prodávaný pod obchodní značkou Pepto-Bismol, je antacidní lék používaný k léčbě dočasných nepohodlí žaludku a gastrointestinálního traktu, jako jsou průjem, zažívací potíže, pálení žáhy a nevolnost. Je také známý jako růžový bizmut.
Jako derivát kyseliny salicylové vykazuje subsalicylát bismutu protizánětlivý a baktericidní účinek. Působí také jako antacidum. V nechelatované formě může působit neurotoxicky.[zdroj?]